# Naționalism queer
Naționalismul queer, numit câteodată naționalism gay sau Queer Nation, din engleză, este un fenomen care vede comunitatea lesbiană, gay, bisexuală și transgen (LGBT) ca o „națiune”, cu o cultură și tradiții specifice. Naționalismul queer este parte din mișcarea pentru drepturi și libertăți LGBT de după cel de-al Doilea Război Mondial.

## Dezvoltare
Conceptul de a fi „diferit” este unul dintre principalele componente ale culturii și Weltanschauung-ul LGBT, mai ales fiind că aceste comunități au fost deseori segregate și discriminate în istorie. Din această cauză, și mai ales după cel de-al Doilea Război Mondial, s-au creat campanii de separare de la majoritatea heterosexuală. Naționalismul queer este o extensie a acestui concept, propunând nu doar o cultură distinctă LGBT, ci și recunoașterea comunității LGBT ca o națiune separată. Unii, precum scriitorul american William S. Burroughs, au sugerat chiar formarea unui stat LGBT.
O analiză a conceptului de naționalism queer a fost făcută de Brian Walker în 1996, care a argumentat că mișcarea LGBT are unele caracteristici comune cu mișcările naționaliste. Walker spune că naționalismul queer este unul dintre noile mișcări naționaliste "culturale", distincte față de vechiul naționalism etnic sau religios. Walker conchide că comunitatea gay și lesbiană poate fi considerată un popor sau națiune din cauză că:
- Toate mișcările naționale au fost la originea lor sociale
- Comunitatea LGBT, mai ales cea gay și lesbiană, are o cultură, cu grupe de discuții, librării, reviste, baruri, etc.
- Comunitatea LGBT are o istorie, care se întinde până la Grecia antică
- Comunitatea LGBT are o tradiție literară
- Comunitatea LGBT poate fi organizată și are șansa de a crea o identitate națională. De asemenea, Walker argumentează că din cauza discriminării din partea celor din jur, comunitatea necesită un stat-națiune pentru a se proteja.

Diverși teoreticieni queer, precum Paul Treanor, au propus că comunitatea LGBT poate fi văzută ca o mișcare naționalistă non-teritorială, substanța națională fiind sporită prin tehnologii moderne de comunicații și nu prin teritoriu sau stat.

## Opoziție
Naționalismul queer este deseori văzut ca fiind prea radical pentru majoritatea comunității LGBT și este acuzat de heterofobie (adică, ură față de heterosexuali). Majoritatea teoreticienilor queer, argumentează comunitatea gay și lesbiană, trebuie să se integreze în societate și să fie acceptată, nu să tindă spre auto-separarea naționalismului queer. În ultimele două decenii, toleranța față de comunitatea LGBT și afirmarea lor în cultura majoritară a devenit mult mai mare și din această cauză se poate argumenta că naționalismul queer nu își mai are locul.